# Чернова Ангеліна Вікторівна
Ангеліна Вікторівна Чернова — російська акторка, що працює в кіно.

## Біографія
Ангеліна Чернова народилася 27 грудня 1973 а в Кисловодську.
З 1996 року по 1998 роки вчилася в Школі-студії МХАТ курс О. Єфремова.
Ще студенткою знялася в кінофільмі «8 ½ $». У рекламних роликах і музичних кліпах.
Після відходу з життя майстра О. Єфремова, перевелася в РАТІ (ГІТІС). Закінчила Академію в  2002-му році.
Знялася в одній з головних ролей у кінофільмі «Ар'є» режисера Романа Качанова, з яким пізніше одружилася. В 2004 народила дочку Гару, а в 2007-му дочку Діну.
Дівчина місяця в травневому номері журналу «Playboy» 2000.

## Фільмографія

### Акторські роботи
1. 1999 — «8 ½ $» — Ірма
2. 2000 — Дві долі — Анжела
3. 2004 — Ар'є — Ольга
4. 2006 — Взяти Тарантіно — Катя
5. 2010 — Псевдонім для героя — Продавчиня